# Frederich (Westgote)
Frederich, auch Friderich oder Frederic (lateinisch Fredericus; † 463 bei Orléans), war ein westgotischer Feldherr und weströmischer Heermeister.

## Leben
Frederich war als ein Sohn des Westgotenkönigs Theoderich I. ein Spross des Geschlechts der Balthen. Seine älteren Brüder waren Thorismund und Theoderich II. Weitere Brüder waren Eurich, Retimer und Himnerith. Nach dem Tod ihres Vaters wurde Thorismund dessen Nachfolger, ehe sich Theoderich zusammen mit Frederich gegen diesen im Jahr 453 erfolgreich erhob.
454 zog Frederich im weströmischen Auftrag nach Hispanien, um einen Aufstand der Bagauden unter ihrem Führer Basilius niederzuwerfen.
Als der weströmische Feldherr Aegidius, der einen von der weströmischen Regierung unabhängigen eigenen Machtbereich in Nordgallien führte, gegen die Westgoten vorging, drängte Frederich ihn aus Südgallien zurück. Er verfolgte ihn bis zur Loire, doch fiel er 463 in der Schlacht bei Orléans.